# Pedro Pablo Nakada Ludeña
Pedro Pablo Nakada Ludeña (Lima, 28 de febrero de 1973), también conocido como "El Apóstol de la Muerte" es un asesino en serie peruano que cobró 25 víctimas y que fue condenado por 17 asesinatos. Fue condenado a 35 años de prisión, aunque ahora está internado en un hospital porque sufre esquizofrenia.

## Primeros años de vida
Nakada nació el 28 de febrero de 1973 en el distrito de El Agustino Lima, Perú. El padre biológico de Nakada era alcohólico y su madre tenía un trastorno mental no especificado. Su infancia fue muy cruda, pues estuvo marcada por la violencia por parte de sus padres. Él fue sometido a abusos por partes de ellos y sus hermanos. Estos últimos le obligaban vestirse de mujer y así salir a la calle o violarlo, realizándoles actos sexuales o coitos. Por aquellos incidentes, Nakada confiesa su odio a las personas homosexuales. También Nakada afirma haber torturado animales cuando era niño.
No terminó el tercer año de educación secundaria en su colegio, sin embargo, tuvo mucha habilidad con la mecánica. En 1990 ingresó al Ejército del Perú, sin embargo, él aspiraba a conseguir autoridad y poder para “eliminar a los enemigos de Dios”. Sin embargo, lo botaron porque padecía esquizofrenia paranoide y tendría posiblemente el trastorno de psicopatía.
En 2003, Nakada pagó a un ciudadano japonés 800 soles para que lo adoptara como adulto, con la esperanza de que esto pudiera ayudarlo a emigrar a Japón como descendientes de japoneses, y así cambió su apellido paterno de Mesías a Nakada, apellido japonés. Esta táctica es comúnmente utilizada por los criminales peruanos como una forma de huir de la justicia local. Aunque Nakada nunca se mudó a Japón, su hermano menor Vayron Jonathan Nakada Ludeña sí lo hizo y fue arrestado allí en 2015, después de que cometiese una ola de asesinatos en tres días, en el que apuñaló fatalmente a seis personas en la prefectura de Saitama, Japón, en septiembre de 2015, siendo condenado a la pena de muerte, haciendo que tenga muchos intentos de suicidio por ello. La familia de Nakada afirma que ambos hermanos eran esquizofrénicos.

## Asesinatos y detenciones
Nakada mataba a sus víctimas con pistolas de 9 mm equipadas con sus propios silenciadores de goma hechos a mano, modificados a partir de zapatillas. Su motivo declarado era que Dios le había ordenado limpiar la Tierra eliminando a los drogadictos, las prostitutas, los homosexuales y los criminales.
Nakada fue arrestado el 28 de diciembre de 2006, después de un tiroteo con la policía dentro de su lugar de trabajo. Un oficial resultó herido en el tiroteo. Aunque confesó haber matado a 25 personas, solo fue declarado culpable de 17 asesinatos y fue sentenciado a una pena máxima de prisión de 35 años.

## Víctimas
Estas son todas las víctimas de Nakada, ordenadas cronológicamente:
| Número | Nombres y apellidos               | Género    | Edad        | Fecha del asesinato                                | Detalles del asesinato | Razón o motivo |
| ------ | --------------------------------- | --------- | ----------- | -------------------------------------------------- | --- | --- |
| 1      | Carlos Edilberto Merino Aguilar   | Masculino | 26          | 1 de enero de 2005                                 | Recibió disparos en el tórax y el abdomen. Posteriormente, Nakada le robó dinero. | Nakada creyó que este le iba a robar. |
| 2      | Teresa Cotrina Abad               | Femenino  | 50          | 31 de mayo de 2006                                 | Recibió dos disparos en la cabeza y murió por un traumatismo craneoencefálico perforante. | Porque la vio fumando cigarrillos. |
| 3      | Walter Sandoval Osorio            | Masculino | 44          | 20 de julio de 2006                                | Recibió un disparo en la cabeza. Sandoval llegó a un hospital, pero murió poco después a causa de sus heridas. | Era un criminal conocido. |
| 4      | Gerardo Leonardo Cruz Libya       | Masculino | 30          | 8 de agosto de 2006 (fecha del descubrimiento)     | Murió de un traumatismo craneoencefálico severo por una herida de bala en la cabeza. También quedó sumergido en el fondo de un pozo de agua. | Para evitar que lo traicionara por un delito anterior de robo y asesinato que perpetuaron, que consistió en matar a un hombre y robarle su auto, Nakada quería dejar el negocio y mató a Cruz cuando instó a Nakada a que no lo hiciera.                                                |
| 5      | Carlos Walter Tarazona Toledo     | Masculino | 21          | 18 de agosto de 2006 (fecha del descubrimiento)    | Murió a causa de una lesión grave causada por un arma de fuego. | Porque fumaba drogas. |
| 6      | María Verónica Tolentino Pajuelo  | Femenino  | 15          | 19 de agosto de 2006 (fecha del descubrimiento)    | Le dispararon dos veces, una de ellas en la cabeza. Nakada confirmó que ella era su única víctima que no merecía morir y se sintió horrible por haberla matado. | Nakada fue a matar "fumones" (fumadores en la jerga peruana) en Santa Rosa y le disparó a Tolentino cuando se acercó. La mató por su bicicleta (que descubrió al final que tenía una llanta rota) y lamentó haberla matado, pero creyó que era un daño colateral con un buen propósito. |
| 7      | Hugo Vílchez Palomino             | Masculino | Desconocido | 18 de noviembre de 2006 (fecha del descubrimiento) | Por disparo. También le robaron una pistola Baikal, un teléfono celular y un discman de marca Sony. | Lo mataron porque quería acostarse con su esposa. |
| 8      | Luis Enrique Morán Cervantes      | Masculino | 32          | 22 de noviembre de 2006 (fecha del descubrimiento) | Desconocido; le robó el taxi después de matar a él y a los dos pasajeros, que eran Carrera y Félix, que estaban con él. | Creía que él, Carrera y Félix estaban usando su taxi para asaltos. |
| 9      | Pedro Omar Carrera Carrera        | Masculino | 24          | 22 de noviembre de 2006                            | Desconocido. | Creía que él, Morán y Félix estaban usando el taxi para asaltos. |
| 10     | Enoch Eliseo Félix Zorrilla       | Masculino | 22          | 22 de noviembre de 2006                            | Desconocido. | Creía que él, Morán y Carrera estaban usando el taxi para asaltos. |
| 11     | Widmar Jesús Muñoz Villanueva     | Masculino | 42          | 19 de noviembre de 2006                            | Fue cosmetólogo. Nakada escuchó rumores sobre Muñoz y sus actividades, por lo que fue a la peluquería Giusella, en la que trabajaba Muñoz. Fingió solicitarle servicios sexuales y le disparó tres veces en el cuello cuando Muñoz se bajó los pantalones. Nakada también robó dinero por valor de 541 dólares después. | Asesinado por ser homosexual y por prostitución (lo que le causó muertes porque Muñoz tenía sida). |
| 12     | Nell Cajaleón Pajuelo             | Masculino | Desconocido | 10 de diciembre de 2006                            | Recibió un disparo en la cabeza y arrojó su cuerpo por 200 metros. | Asesinado por no dejarse robar su bicicleta. |
| 13     | Nazario Julián Tamariz Pérez      | Masculino | Desconocido | Desconocido                                        | Desconocido; le robaron los zapatos y el dinero a él y a Zapata (todo por un valor de 36 dólares) después. | Asesinado por ser homosexual y andar cariñosamente con Zapata en un canal de riego. |
| 14     | Didier Jesús Zapata Dulanto       | Masculino | Desconocido | Desconocido                                        | Desconocido; le robaron los zapatos y el dinero a él y a Tamariz (todo por un valor de 36 dólares) después. | Asesinado por creer que era homosexual(teniendo familia y siendo recién casado) y andar cariñosamente con Tamariz su amigo con quien se encontraba cuidando su chacra |
| 15     | Agustín Andrés Maguiña Oropeza    | Masculino | 46          | 24 de diciembre de 2006                            | Recibió un disparo en la cabeza. | Asesinados porque él y Melgarejo eran alcohólicos y habían sido testigos de uno de sus crímenes anteriores. |
| 16     | Luis Melgarejo Sáenz              | Masculino | 54          | 24 de diciembre de 2006                            | Recibió un disparo en la cabeza. | Asesinados porque él y Maguiña eran alcohólicos y habían sido testigos de uno de sus crímenes anteriores. |
| 17     | Nicolás Tolentino Purizaca Gamboa | Masculino | Desconocido | 27 de diciembre de 2006                            | Recibió un disparo en la cabeza. La policía trató de salvarlo, pero fue en vano. | Fumaba drogas y había robado a Nakada y a varios otros anteriormente. |